# Џон Холанд
Џон Мајкл Џозеф Холанд (енгл. John Michael Joseph Holland; Бронкс, 6. новембар 1988) порторикански је кошаркаш. Игра на позицијама бека и крила.

## Каријера
Након студија на Бостон универзитету, Холанд је професионалну каријеру почео 2011. године у француском Шорал Роану. Играо је затим у Севиљи, Гравлену и Бешикташу, пре него што се 2015. године вратио у САД. Кроз развојну лигу се изборио за уговор у Бостон селтиксима, а потом је био и члан Кливленда кавалирса. Играо је и у Порторику и на Филипинима, након чега се 2019. вратио у европску кошарку и потписао за Хапоел из Јерусалима. Наредни ангажман је имао у УНИКС-у из Казања, а затим је био и члан Бурсаспора са којим је стигао до финала Еврокупа у сезони 2021/22. За сезону 2022/23. је потписао уговор са Црвеном звездом. Са Звездом је освојио национално првенство и куп.
Холанд је наступао за репрезентацију Порторика. Са њима је 2013. освојио сребрну медаљу на Америчком првенству.

## Успеси

### Клупски
- Хапоел Јерусалим:
  - Куп Израела (1) : 2019/20.
- Црвена звезда:
  - Првенство Србије (1): 2022/23.
  - Куп Радивоја Кораћа (1): 2023.

### Репрезентативни
- Америчко првенство: 
  -  2013.